# Podochilus spathulatus
Podochilus spathulatus är en orkidéart som beskrevs av Johannes Jacobus Smith. Podochilus spathulatus ingår i släktet Podochilus och familjen orkidéer. Inga underarter finns listade i Catalogue of Life.